# 다케노촌 (교토부 후나이군)
다케노촌(일본어: 竹野村)은 일본 교토부 후나이군에 있던 촌이다.

## 역사
- 1889년 4월 1일 - 정촌제 시행에 의해 4촌의 구역을 가지고 성립하였다.
- 1951년 4월 1일 - 슈치정에 편입, 동일 다케노촌은 폐지되었다.

### 도로
- 산인 가도 (현 국도 제9호선)

## 참고문헌
- 角川日本地名大辞典 26 京都府